# История железных дорог Костромской области

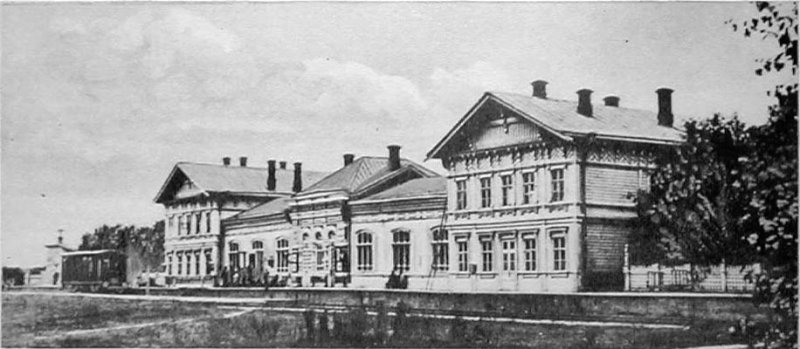
Станция Кострома, первое десятилетие XX века

В 1887 году к Костроме была подведена железная дорога со стороны Ярославля. Станция Кострома, построенная на правом берегу Волги (в настоящее время для пассажирских перевозок не используется), не имела мостового сообщения с центральной левобережной частью города. В 1932 году было закончено строительство железнодорожного моста, и станции Кострома-Новая с вокзалом в стиле конструктивизма и Привокзальной площади.

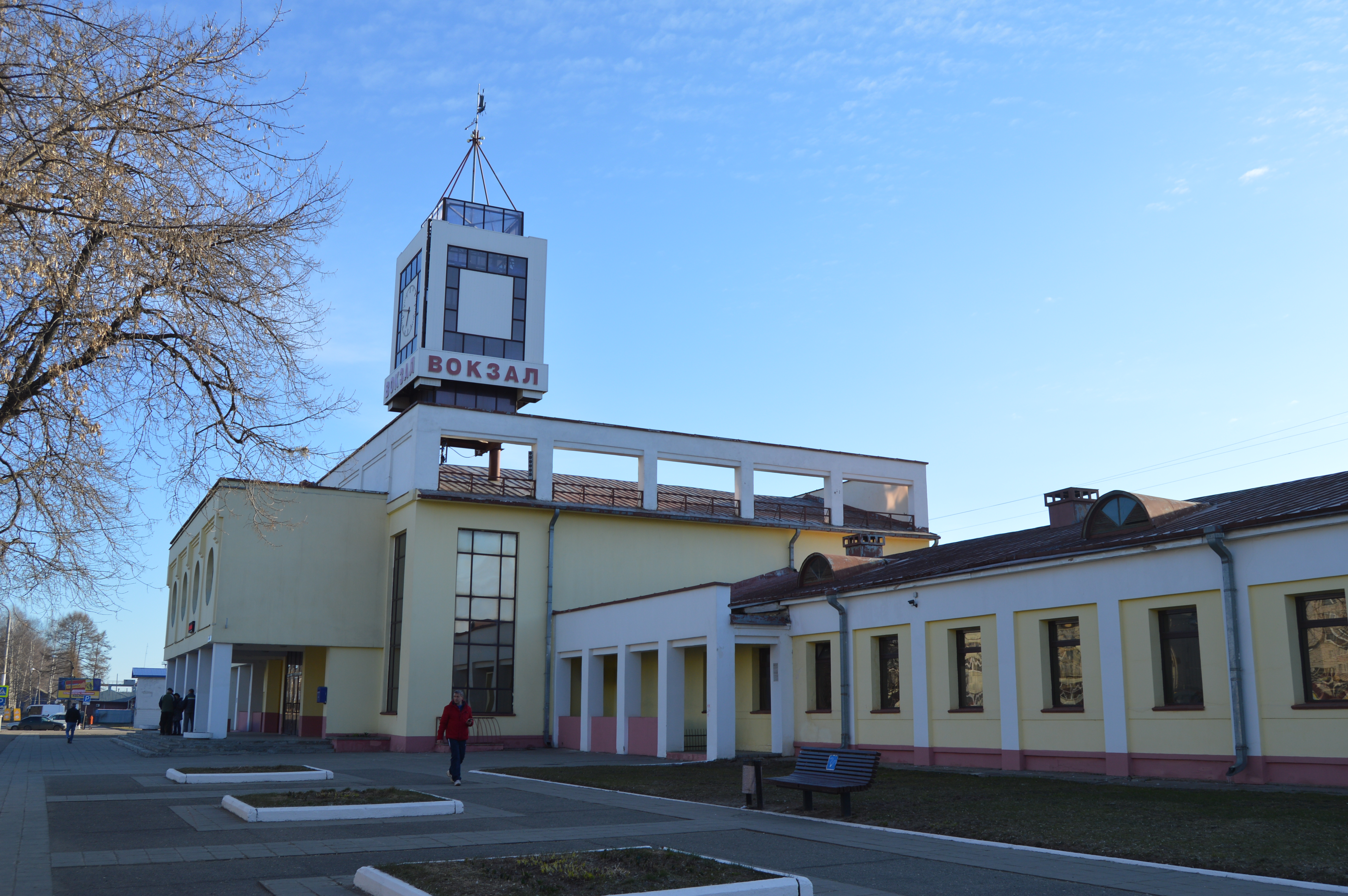
Вокзал станции Кострома-Новая

Город имеет выход на магистральные железные дороги: электрифицированным однопутным участком Кострома — Ярославль и однопутным участком на тепловозной тяге Кострома — Галич (Северный Транссиб). Из-за различных систем электрификации (3 кВ, постоянный ток в Ярославле и Костроме и 25 кВ, переменный ток, в Галиче) и нерентабельности сооружения дополнительной станции стыкования движение транзитных поездов через Кострому ограничено. Большинство поездов следуют в объезд областного центра через Данилов и Буй.
Кострома связана ежедневным беспересадочным сообщением с Москвой (поезд «Кострома») и городами, расположенными на Транссибирской магистрали: круглогодично курсирует скорый фирменный поезд «Россия» № 2/1 Москва — Владивосток формирования Дальневосточной железной дороги. В летний период назначаются поезда Кострома — Анапа и Кострома — Адлер (через Рязань — Воронеж — Ростов-на-Дону). До Москвы ежедневно курсируют ночной поезд № 147/148 (время в пути 6 часов) и три скоростных электропоезда «Ласточка» (утренний, дневной и вечерний рейсы). С 2018 по 2020 год курсировал «Дневной экспресс» № 95 отправлением из Костромы в 6.00 утра, прибытием в Москву в 11.45 и № 108 отправлением из Москвы в 17.05, прибытием в Кострому в 22.41.
С декабря 2021 на некоторое время возобновилось курсирование прямого скорого поезда № 424/423 «Кострома — Санкт-Петербург» через Ярославль — Рыбинск — Бологое. В период массовых перевозок дополнительно назначается поезд № 534/533 «Кострома — Санкт-Петербург» через Галич — Вологду — Череповец.
Пригородное сообщение осуществляется электропоездами до Нерехты и Ярославля: ежедневно курсируют три электропоезда со всеми остановками (время в пути до Ярославля составляет около 2,5 часов). Ежедневно следует также пригородный поезд на тепловозной тяге по маршруту Кострома — Галич (время в пути 3,5 часа). До 2012 года курсировали экспрессы Кострома — Ярославль (время в пути 1 час 50 минут). Вместо них с февраля 2019 года введён в обращение скорый поезд 95/96 Кострома — Ярославль (время в пути — 1 час 35 минут) с вагонами беспересадочного сообщения до/от Москвы.
До 1985 года существовало пригородное сообщение Кострома (разъезд 5 км) — Мисково по узкоколейной железной дороге. В настоящее время железная дорога Мисковского торфопредприятия разобрана.
В середине 1970-х годов ежедневно курсировал пригородный поезд Кострома — Иваново, а также поезд местного сообщения Кострома — Киров с вагонами беспересадочного сообщения Кострома — Вологда (с переприцепкой по станции Галич) и Кострома — Малое Раменье (с переприцепкой по станции Супротивный), осуществлявший удобное и надёжное сообщение Костромы с крупнейшими райцентрами и соседними областными центрами. С поездом Кострома — Москва курсировал вагон Кострома — Горький с переприцепкой по станции Нерехта. В 2010 году маршрут местного поезда Кострома — Свеча (укороченный вариант поезда Кострома — Киров) был ликвидирован.
По состоянию на сентябрь 2024 года через станцию Кострома-Новая курсируют следующие поезда дальнего следования:
| №              | Маршрут                            |
| -------------- | ---------------------------------- |
| 1              | Владивосток — Москва               |
| 715 «Ласточка» | Кострома — Москва                  |
| 717 «Ласточка» | Кострома — Москва                  |
| 147            | Кострома — Москва                  |
| 45             | Кострома — Санкт-Петербург-Главный |
| 2              | Москва — Владивосток               |
| 716 «Ласточка» | Москва — Кострома                  |
| 718 «Ласточка» | Москва — Кострома                  |
| 46             | Санкт-Петербург-Главный — Кострома |
| 148            | Москва — Кострома                  |

| №   | Маршрут                                                |
| --- | ------------------------------------------------------ |
| 539 | Кострома — Анапа                                       |
| 495 | Кострома — Адлер                                       |
| 434 | Санкт-Петербург — Кострома (через Ярославль и Рыбинск) |
| 523 | Санкт-Петербург — Кострома (через Вологду и Череповец) |
| 540 | Анапа — Кострома                                       |
| 496 | Адлер — Кострома                                       |
| 433 | Кострома — Санкт-Петербург                             |
| 524 | Кострома — Санкт-Петербург                             |

| №         | Маршрут                      |
| --------- | ---------------------------- |
| 6403/6404 | Кострома — Ярославль-Главный |
| 6409/6410 | Кострома — Ярославль-Главный |
| 6429/6430 | Ярославль-Главный — Кострома |
| 6320      | Кострома — Галич             |
| 6405/6406 | Ярославль-Главный — Кострома |
| 6413/6414 | Ярославль (депо) — Кострома  |
| 6431/6432 | Кострома — Ярославль-Главный |
| 6319      | Галич — Кострома             |